# Eric Till
Eric Till (Londra, 24 novembre 1929) è un regista britannico.

## Biografia
Le prime esperienze di una certa rilevanza sono state le regie di alcuni episodi delle serie televisive britanniche Armchair Theatre e The Wednesday Play. Negli anni '60 del XX secolo Till emigrò in Canada a Toronto. Ha diretto numerosi film per la TV canadese e americani, tra cui An American Christmas Carol con Henry Winkler, Getting Married in Buffalo Jump e To Catch a Killer, con protagonista Brian Dennehy nei panni del serial killer John Wayne Gacy.
Nel 1972 il suo film A Fan's Notes ha partecipato in concorso alla 25ª edizione del Festival di Cannes. Nel 1977 il suo film It Shouldn't Happen to a Vet è stato in concorso alla 10ª edizione del Festival cinematografico internazionale di Mosca.
Nel 2005 Adrienne Clarkson, governatore generale del Canada ha assegnato a Till il Premio per le arti dello spettacolo, la più alta onorificenza canadese nel campo. Nel 2008 Till ha ricevuto il premio alla carriera assegnato dal sindacato dei registi canadesi.

## Filmografia

### Cinema
- Milioni che scottano (Hot Millions) (1968)
- La ragazza con il bastone (The Walking Stick) (1970)
- A Fan's Notes (1972)
- It Shouldn't Happen to a Vet (1975)
- Wildhorse Hank (Wild Horse Hank) (1979)
- Cara mamma, caro papà (Improper Channels) (1981)
- If You Could See What I Hear (1982)
- A Nest of Singing Birds (1987)
- Duct Tape Forever (2002)
- Luther - Genio, ribelle, liberatore (Luther) (2003)

### Televisione
- I rangers della foresta (The Forest Rangers) – serie TV, 7 episodi (1963-1965)
- The Wednesday Play – serie TV, 1 episodio (1964)
- Armchair Theatre – serie TV, 1 episodio (1965)
- Seaway: acque difficili (Seaway) – serie TV, 1 episodio (1965)
- Maria e Giuseppe - Una storia d'amore (Mary and Joseph: A Story of Faith) – film TV (1979)
- Shocktrauma – film TV (1982)
- Ai confini della realtà (The Twilight Zone) – serie TV, 1 episodio (1985)
- Bridge to Terabithia – film TV (1985)
- Getting Married in Buffalo Jump – film TV (1990)
- Clarence - La vita è sempre meravigliosa (Clarence) – film TV (1990)
- The Trial of Red Riding Hood –  film TV (1992)
- To Catch a Killer – film TV (1992)
- Appello finale (Final Appeal) – film TV (1993)
- Small Gifts – film TV (1994)
- Un killer per tre voci (Voices from Within) – film TV (1994)
- Vicino all'assassino (Falling for You) – film TV (1995)
- F/X (F/X: The Series) – serie TV, 1 episodio (1996)
- L'assassino è alla porta (Murder at My Door) – film TV (1996)
- Golden Will: The Silken Laumann Story – film TV (1996)
- Pit Pony – film TV (1997)
- La ragazza della porta accanto (The Girl Next Door) – film TV (1998)